# Alexandru II Ghica

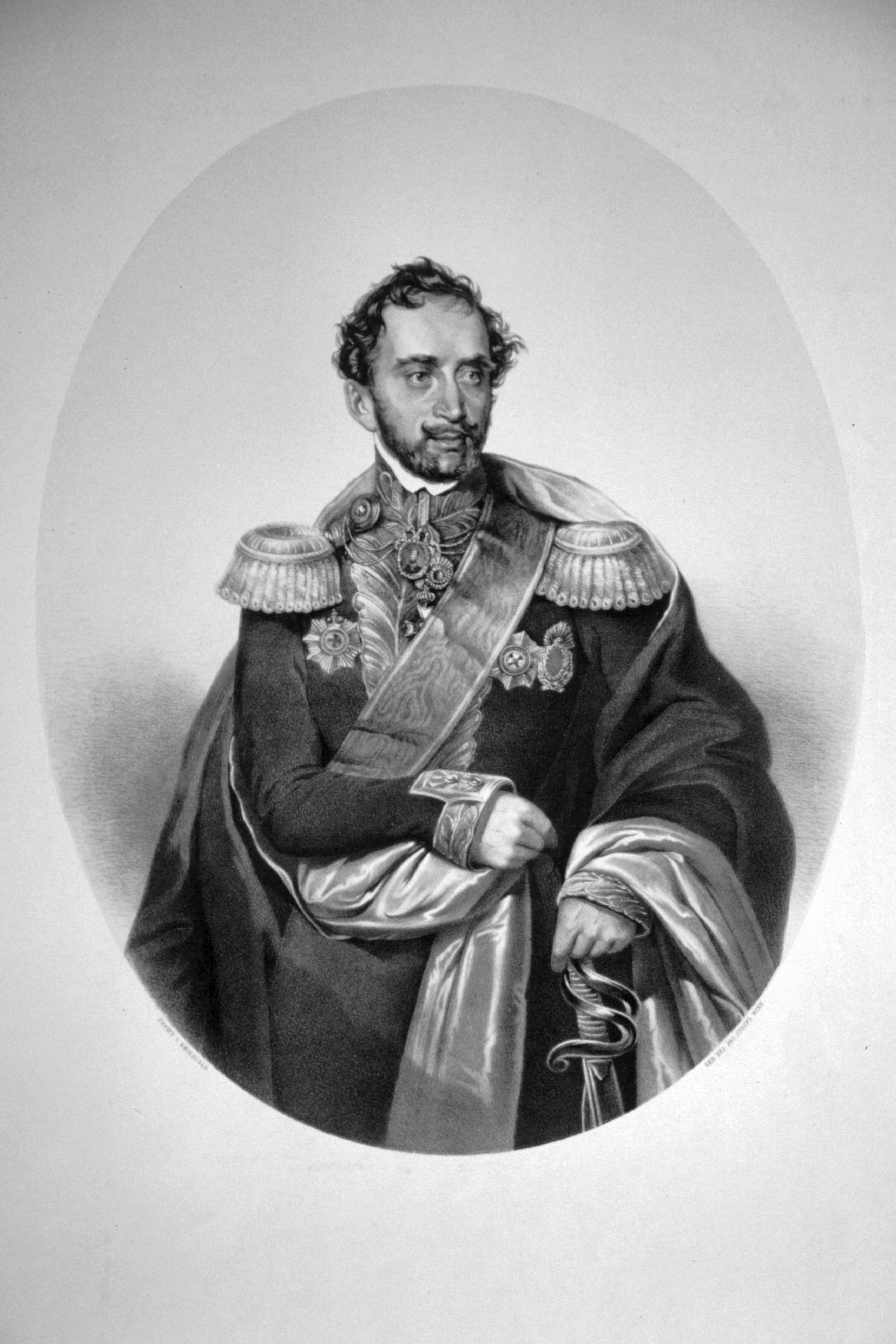
Alexander II. (Ghika), Lithographie von Josef Kriehuber

Alexandru II Ghica (* 1. Mai 1795; † Januar 1862) war ein rumänischer Politiker.
Alexander X. war zuerst Statthalter der Kleinen Walachei, wurde 1828 Gospodar oder Oberbefehlshaber der Miliz, als die Russen in das Land rückten, um dort bis 1834 zu bleiben.
Auf Empfehlung des russischen Generals und Grafen Pawel Kisseljow wurde er im März 1834 von der Pforte zum Gospodar der Walachei ernannt.
Er begann seine Verwaltung mit liberalen Maßregeln und war bestrebt, in den Donaufürstentümern ein selbständiges Volksleben zu wecken, das sich von dem türkischen Einfluss wie von der russischen Vormundschaft emanzipieren sollte; so gründete er Volksschulen und erleichterte die bäuerlichen Lasten sowie die Leibeigenschaft der Zigeuner.
Gleichwohl vermochte er die demokratische bzw. liberale Linke nicht zufriedenzustellen und sah sich endlich 1837 genötigt, gegen diese in Sankt Petersburg um Hilfe nachzusuchen; man sagte sie ihm zwar zu, zog aber zugleich der Unabhängigkeit der Walachei in Staats- und Verwaltungsangelegenheiten engere Grenzen.
Die Unterdrückung einer revolutionären Bewegung der Liberalen (1840) sowie einer Verschwörung der von den Russen begünstigten Altbojaren führte Ghicas Sturz herbei. Russland, dem Ghicas Energie gefährlich erschien, bewirkte, dass ihn Sultan Abdülmecid I. im Oktober 1842 absetzte und den russischen Kandidaten Gheorghe Bibescu an seine Stelle setzte.
Er lebte hierauf mehrere Jahre in Oberitalien, bis 1853 in Wien, regierte nach dem Krimkrieg nochmals 1856–1859 als Kaimakam (Fürstenstatthalter) die Walachei und verstarb im Januar 1862 kinderlos in Italien.
Dieser Artikel basiert auf einem gemeinfreien Text aus Meyers Konversations-Lexikon, 4. Auflage von 1888 bis 1890.

## Widersprüchliches
Die Zeit von 1856 bis 1862, entnommen aus Meyers Konversationslexikon, entspricht offensichtlich nicht den Tatsachen. Der „Wiener Telegraf“, eine Tageszeitung aus Wien, meldet am 26. Juli 1855: „Der ehemalige regierende Fürst der Walachei Alexander Ghika ist am 19. d. M. in Franzensbad in Böhmen mit Tod abgegangen. Dessen Leiche wird mit Separat-Dampfboot über Wien nach Bukarest gebracht werden.“ Das Todesjahr 1855 wird auch lt. Kalliope in Pierer’s Universal-Lexikon, Band 7. Altenburg 1859, S. 338 angegeben.
| Personendaten    | Personendaten                                   |
| ---------------- | ----------------------------------------------- |
| NAME             | Ghica, Alexandru II                             |
| ALTERNATIVNAMEN  | Ghika, Alexander X. (Meyers)                    |
| KURZBESCHREIBUNG | walachischer Gospodar und rumänischer Politiker |
| GEBURTSDATUM     | 1. Mai 1795                                     |
| STERBEDATUM      | Januar 1862                                     |